# Biblioteka Narodowa Azerbejdżanu im. M.F. Axundzadə
Biblioteka Narodowa Azerbejdżanu imienia M.F. Axundzadə (azer. Azerbaycan Milli Kitabxanası) – biblioteka narodowa, największa biblioteka w Azerbejdżanie, jedna z najbardziej znanych i największych bibliotek na Kaukazie.

## Historia
Biblioteka została założona w 1922 roku. Jej otwarcie miało miejsce 23 maja 1923 roku. W 1928 roku biblioteka miała 6 oddziałów: wschodni, rosyjski, zachodnioeuropejski zbiorów specjalnych i biuro usług i bibliografii. W 1927 roku otwarto czytelnię. W 1939 roku biblioteka została nazwana na cześć azerbejdżańskiego myśliciela, dramaturga i wydawcy M.F. Axundova (Axundzadə). W 1999 roku rozpoczęto komputeryzację biblioteki. W 2003 roku zakupiono system VTLS. Od marca 2006 roku można korzystać ze zdalnego dostępu do katalogu elektronicznego.  Decyzją Gabinetu Ministrów 15 kwietnia 2004 roku otrzymała status biblioteki narodowej.

## Zbiory
W momencie powstania bibliotece przekazano 5 tysięcy woluminów ze zbiorów dwóch miejscowych towarzystw w tym z bakijskiego oddziału Carskiego Rosyjskiego Towarzystwa Technicznego. W 1928 roku zbiory biblioteki liczyły już 300 tysięcy woluminów. W 1927 roku otwarto pierwszą czytelnię. W okresie Azerbejdżańskej Socjalistycznej Republiki Radzieckiej biblioteka miała prawo do egzemplarza obowiązkowego wydawnictw z całego ZSRR otrzymując rocznie około 110 tysięcy woluminów. Wymiana książek z zagranicznymi bibliotekami była utrudniona. Dopiero w 1962 roku biblioteka otrzymała prawo do nawiązania stosunków z Biblioteką Narodowa Francji, ale książki do wysłania musiały być przejrzane i zatwierdzone przez KGB.
Zgodnie z obowiązującymi ustawami Biblioteka Narodowa powinna otrzymać 4  egzemplarze obowiązkowe książek oraz 2 egzemplarze gazet i czasopism publikowanych na terenie całego kraju. Ponieważ niektórzy wydawcy nie wywiązywali się z tego obowiązku 20 października 2015 roku zostało wydane rozporządzenie zmieniające zapisy w Kodeksie administracyjnym podpisane przez prezydenta İlhama Əliyeva. Wyznaczono w nim kary za niewywiązywanie się z obowiązku przesłania egzemplarza do Biblioteki Narodowej.
W 2016 roku zbiory biblioteki liczyły 4 580 862 woluminów, w tym 2 375 907 książek i broszur.

## Budynek
Początkowo biblioteka mieściła się w kilku pomieszczeniach w gmachu Azerbejdżańskiej Akademii Nauk. Dopiero w 1961 roku przeniosła się do własnego budynku, którego projekt przygotował Mikayıl Useynov. W krużgankach w momencie otwarcia ustawiono 9 posągów: Nizami Gandżawiego, Szoty Rustaweliego, Puszkina, Mahsati, Mendelejewa, Hasana bey Zardabiego, Maksima Gorkiego, Üzeyira Hacıbəyova, Səməda Vurğuna. Po odzyskaniun niepodległości dodano 6 posągów na których znaleźli się: Bülbül (muzykolog), Niyazi, Rasul Rza, Mirzə Ələkbər Zeynalabdin (poeta), Əcəmi ibn Əbubəkr Naxçıvani (architekt) i Sultan Muhammad. W 2020 roku Ministerstwo Kultury ogłosiło przetarg na kapitalny remont budynku biblioteki, którego koszt wyniesie ponad 433 miliony manatów.